# Museo civico di storia naturale (Cittanova)
Il museo civico di storia naturale di Cittanova, inaugurato nel 1996, ospita circa 2.000 reperti divisi in 6 sezioni.

## Storia del museo civico
L'idea di realizzare un Museo di Storia Naturale a Cittanova si deve al prof. Giacomo Tripodi, ordinario di Botanica presso la facoltà di Scienze dell'Università degli Studi di Messina. Da quell'idea, concepita nel 1994, si passò alla realizzazione del museo nel giro di soli due anni, grazie all'impegno dell'amministrazione comunale e del volontariato. La prima struttura in cui venne ospitato il museo era di proprietà comunale e occupava una superficie di 500 mq.
Il nucleo originario della raccolta deriva da acquisizioni di diverse collezioni e nel tempo si è incrementato grazie ad acquisti, donazioni e comodati.
Dopo un periodo di inattività e riallestimento, il museo viene trasferito in via Nazionale, nella struttura dell'ex carcere mandamentale, e riaperto al pubblico il 15 marzo 2014.

## Esposizioni naturalistiche
I reperti, presentati secondo criteri cronologici e tipologici, sono stati suddivisi in 6 unità espositive:
 Petrografia e Mineralogia 
Composta da oltre 200 reperti provenienti da tutto il mondo, in questa sezione del museo è possibile ammirare i minerali fluorescenti che, sollecitati da raggi ultravioletti, emettono svariati colori, e i prodotti lavici dell'Etna. Completa la raccolta una collezione di minerali dell'Appennino calabro-peloritano.
 Paleontologia 
La sezione illustra il processo di fossilizzazione ed espone pezzi di particolare pregio, come una stromatolite del Precambriano e un insetto inglobato nel bitume del Pleistocene.
 Zoologia dei vertebrati 
In quest'area del museo l'ornitologia è la più rappresentata, con oltre 1.000 esemplari derivanti da una collezione dei primi del '900 restaurata dal naturalista Alfonso Cantarero. Oltre alle specie del sud Italia, sono presenti anche specie del Nord-Europa. Importante lo spazio dedicato ai rapaci, con più di 100 esemplari, tra cui aquile, albanelle, poiane, nibbi, falchi pellegrini e lanari. Tra i mammiferi, di particolare rilevanza un opossum volante maggiore e un crisocione o lupo dalla criniera.
 Zoologia degli invertebrati 
La collezione di invertebrati conta 500 reperti.
In questa sezione viene messa in luce la biodiversità di coralli, molluschi, crostacei, echinodermi.
 Botanica 
I campioni vegetali esposti nella sala botanica propongono le principali tappe evolutive del regno delle piante.
Un erbario di circa 300 fogli, corredato da molte foto, illustra le specie presenti nel parco nazionale dell'Aspromonte, tra cui la Woodwardia radicans, risalente a circa 60 milioni di anni fa e considerata un fossile vivente, divenuta simbolo del museo.
 Micologia 
In questa sala vengono esposti 150 esemplari di miceti in resina che rappresentano specie fungine del territorio nazionale.

## Il diorama del Parco
Nel museo è altresì possibile ammirare un diorama del Parco nazionale dell'Aspromonte con una faggeta, un lupo e un cinghiale.